# 니시촌 (히로시마현)
니시촌(일본어: 西村)은 일본 히로시마현 누마쿠마군에 있던 촌이다. 현재의 오노미치시, 후쿠야마시의 일부에 해당한다. 